# Guscio di tartaruga

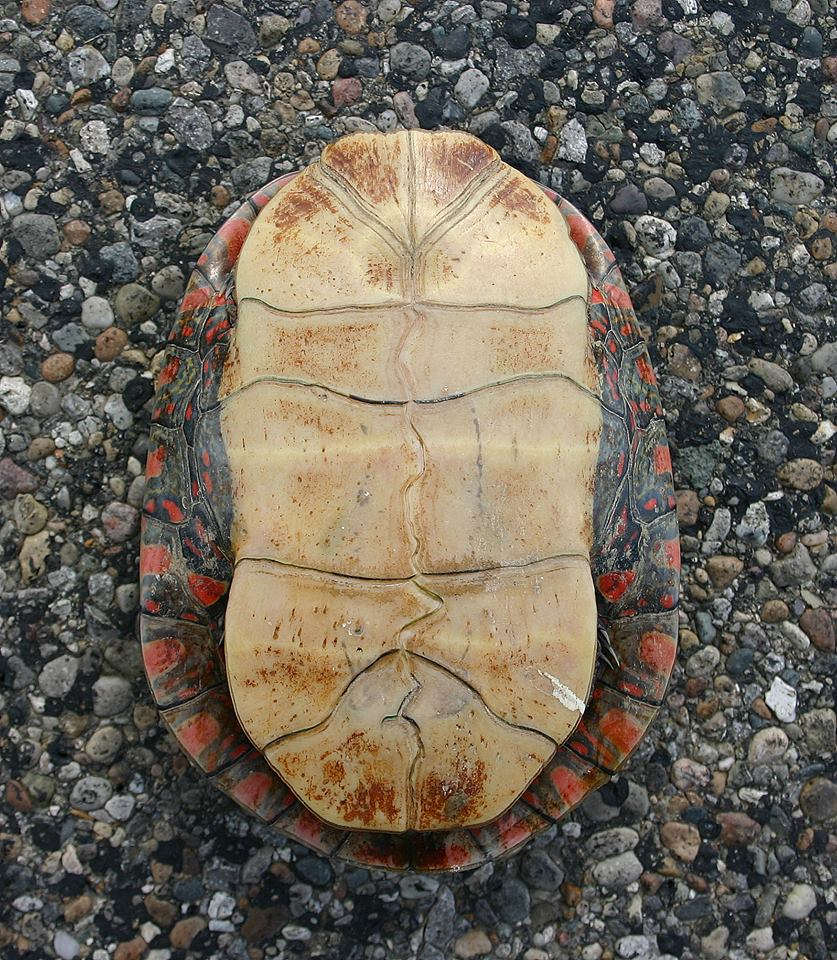
Armatura del ventre di una Chrysemys picta.

Il guscio della tartaruga è uno scudo per le parti ventrale e dorsale di tartarughe, Testudinidae e Tartaruga acquatica (tutte classificate come testuggini dagli zoologi), che racchiude completamente tutti gli organi vitali della tartaruga e in alcuni casi anche la testa. È costituito da elementi ossei modificati come le costole, parti del bacino e altre ossa che si trovano nella maggior parte dei rettili. L'osso del guscio è costituito da osso sia scheletrico che dermico, a dimostrazione del fatto che il rivestimento completo del guscio probabilmente si è evoluto includendo l'armatura dermica nella gabbia toracica.
Il guscio della tartaruga, oltre a offrire protezione all'animale, è anche uno strumento che ne permette l'identificazione e lo studio, assimilabile a quello dei fossili, poiché il guscio è una delle parti che possono sopravvivere alla fossilizzazione. Quindi la comprensione della struttura del guscio nelle specie viventi ci fornisce materiale paragonabile a quello dei fossili.
Il guscio della tartaruga embricata, tra le altre specie, è stato utilizzato come materiale per una vasta gamma di piccoli oggetti decorativi e pratici sin dall'antichità, ma è normalmente indicato come guscio di tartaruga.

## Descrizione

### Morfologia ossea
La corazza molto robusta e convessa nella sua parte superiore (che prende il nome di carapace) costituisce la caratteristica fondamentale che accomuna tutte le tartarughe e le differenza dagli altri gruppi di rettili. Questa corazza è formata dalle ossa dello scheletro  interno e da altre  ossa larghe e piatte, formate sulla pelle e quasi sempre saldate  con le prime. Nella maggior parte delle specie la superficie della corazza è rivestita da placche cornee, ma in alcuni casi il rivestimento può anche essere di pelle morbida.

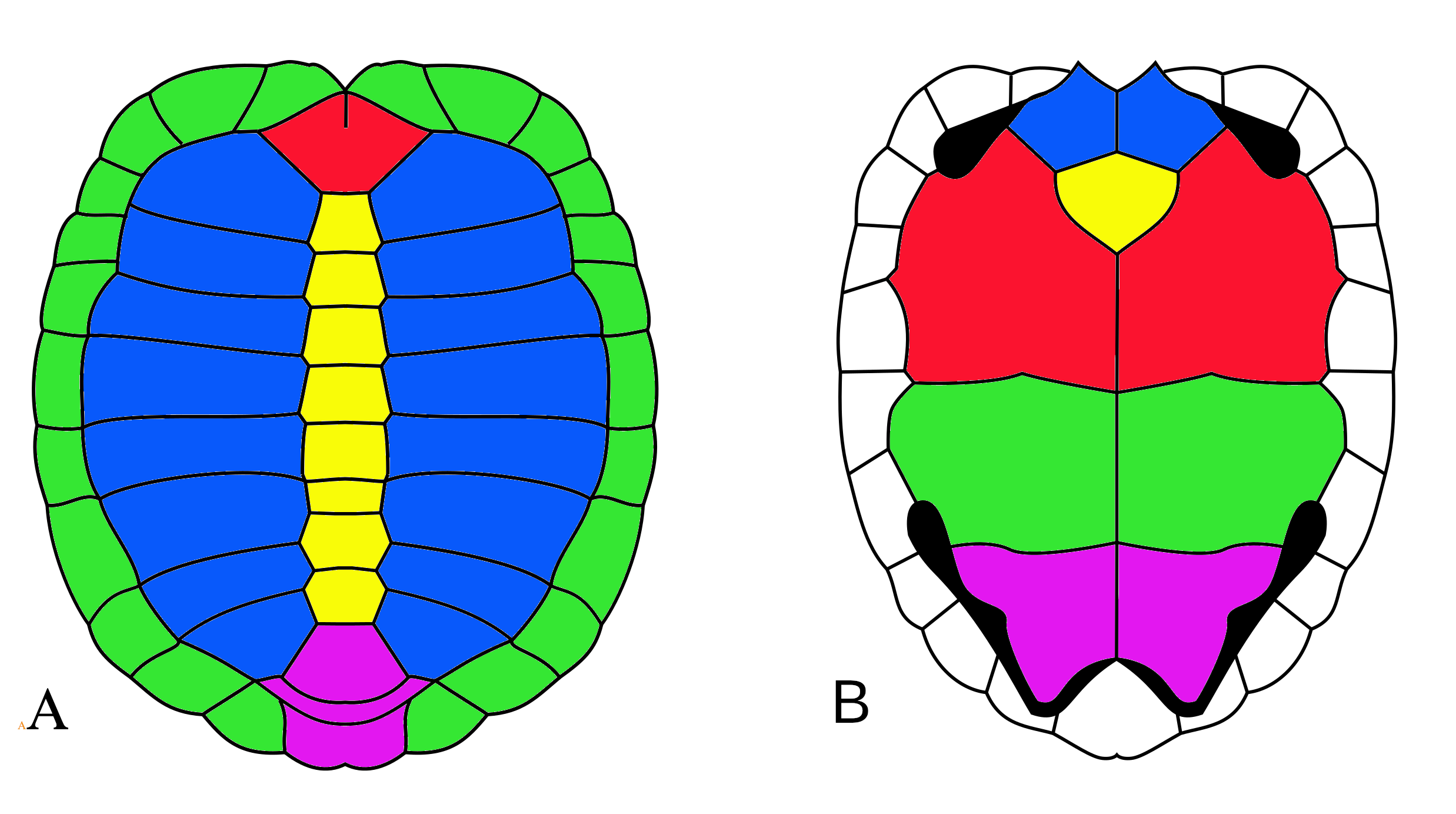
Piatti ossei dal guscio di una tartaruga. A) Carapace. Rosso:Nucale blu:Pleurali giallo:Vertebrali verde:Marginali Fucsia:Sopraacaudali, B) Piastrone. blu:Intergolare giallo:Golare Rosso:Omerale verde: Addominale Fucsia:Femorale

La corazza si divide in due parti: una dorsale, chiamata scudo o carapace, e una ventrale, chiamata piastrone; le due parti sono unite tra di loro da legamenti elastici. Il carapace è costituito da cinque serie longitudinali di placche ossee: una media (o vertebrale), due costali e due marginali. Queste placche ossee sono a loro volta ricoperte da placche cornee giustapposte o embricate, il cui numero e forma non corrispondono e che prendono il nome di nucali, neurali o vertebrali, costali, marginali e sopracaudali. Il piastrone consta di quattro paia di placche ossee chiamate epipiastre, iopiastre e xifipiastre, e da una placca impari detta entopiastra. Analogamente al carapace anche il piastrone è ricoperto da placche cornee, che, a seconda della posizione occupata, vengono classificate in intergolari, golari, omerali, pettorali, addominali femorali, anali e inframarginali.
La colonna vertebrale delle tartarughe comprende almeno 36 vertebre e risulta mobile solo nelle regioni caudale e cervicale, mentre il resto è saldato al carapace. Nelle specie acquatiche, il guscio è più piatto per essere più idrodinamico. In altre specie, la conchiglia è poco ossificata e quindi morbida.

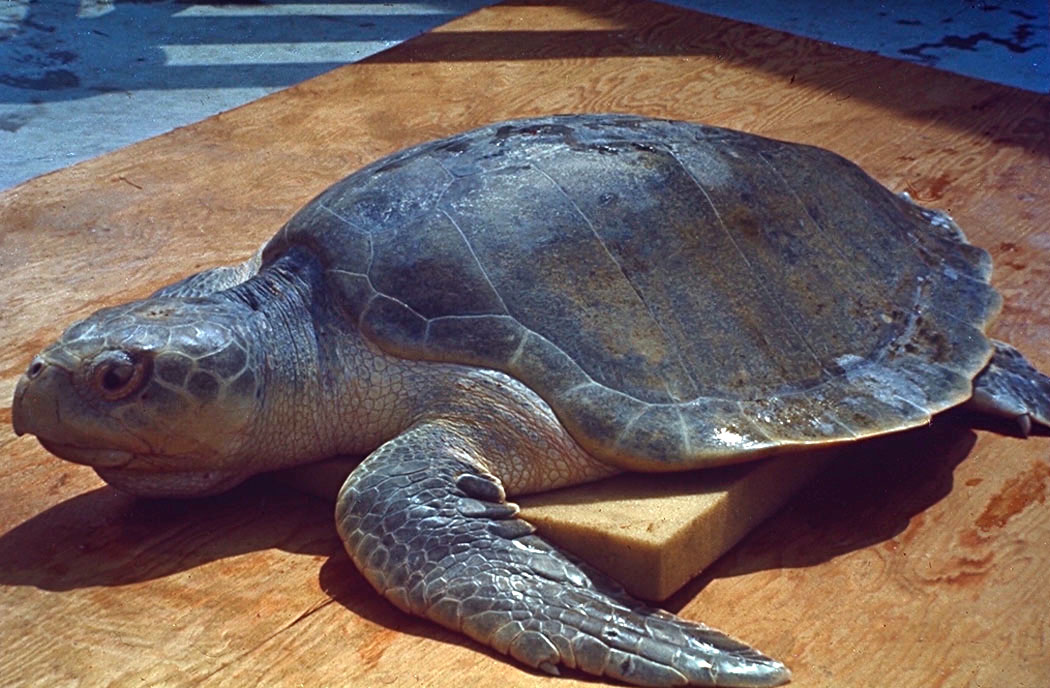
Tartaruga di mare
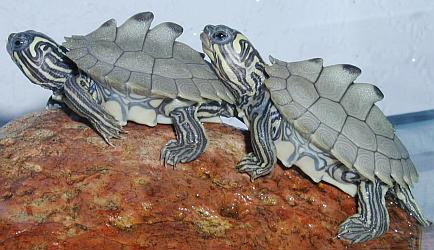
Tartaruga d'acqua dolce
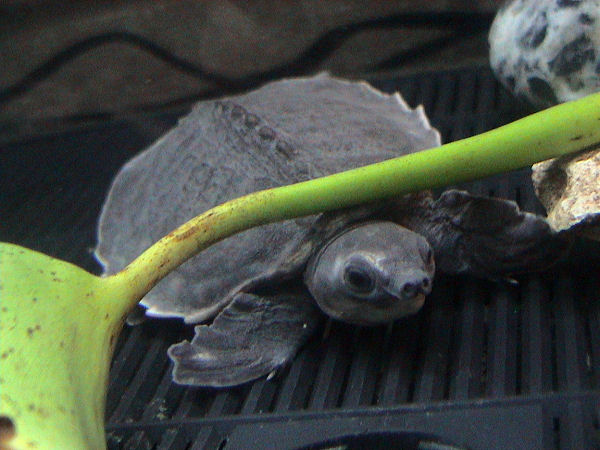
Carettochelys insculpta dal guscio morbido

Alcune tartarughe, in particolare le tartaruga a scatola, hanno un piastrone incernierato in avanti per proteggere la testa e gli arti anteriori, in altre specie come Kinixys, la parte posteriore è incernierata per proteggere gli arti posteriori. Altre specie (Kinosternon) hanno un'articolazione aggiuntiva per proteggere completamente gli arti posteriori. Nel caso in cui il guscio sia chiuso, è molto difficile inserire una lama di coltello al suo interno.
In molte specie, se il piastrone ha una forma concava o convessa aiuta a determinare il sesso dell'individuo. Infatti, per motivi di accoppiamento, il piastrone dei maschi deve essere concavo per abbinare la forma convessa del dorso della femmina.
Il piastrone è costituito dall'interclavicola, dalla clavicola e da tre a cinque paia aggiuntive di ossa della pelle suturate insieme.
Il guscio è stato utilizzato per vari usi, in particolare nell'intarsio. In epoca medievale veniva utilizzato per fare il broigne, uno strumento di difesa che protegge il torace. Il guscio è stato utilizzato anche nella produzione di piastre o pettini da taglio, in particolare nell'Africa orientale nella città di Rhapta nel I secolo. La cultura swahili si è sviluppata grazie al suo commercio. Le placche di tartaruga più belle, le più rare provengono anche dalla tartaruga embricata. Anche la tartaruga verde è stata cacciata per questo motivo.
Il commercio del vero guscio di tartaruga, ancora ambito da pochi addetti ai lavori, è limitato o vietato dalle convenzioni internazionali per la protezione delle specie in via di estinzione.

### Crescita
Alla nascita, il carapace è spesso morbido. Ovviamente cresce con l'età. Di solito fino a quando la tartaruga diventa adulta. È fornito da piccoli vasi sanguigni.
Le tartarughe crescono in cicli. Quando un ciclo è completo, si forma un anello sul guscio. Possiamo quindi approssimare l'età della tartaruga; tuttavia, gli anelli possono staccarsi, quindi è difficile conoscere l'età esatta di una tartaruga usando questa tecnica.

## Predatori
I gusci forniscono una buona protezione per le tartarughe. Pochi animali sono in grado di rompere questa protezione. I piccoli, appena nati, sono, invece, facili prede da parte dei predatori (mammiferi, uccelli, pesci, altri rettili, ecc.), poiché il loro carapace è quasi sempre morbido e le loro ossa non sufficientemente forti.

## Altri ruoli
Il guscio funge anche da mimetizzazione per la tartaruga. I gusci di molte specie di tartarughe sono colorati e sagomati e consentono di riconoscere individui della stessa specie. Inoltre, il guscio delle tartarughe terrestri viene utilizzato per controllare la loro temperatura, infatti le tartarughe sono animali a sangue freddo. Il carapace accumula energia durante i periodi caldi, ma in compenso rende più difficile l'ibernazione (e l'interramento) nei periodi invernali delle zone con climi moderati per le specie che vi abitano. Le testudo horsfieldii hanno carapaci più piatti per questo motivo.

## Storia

### Origini
Il carapace è formato principalmente da osso di origine dermica, ma alcuni lobi anteriori del piastrone sono ossa di origine viscerale, paragonabili alla gastralia.
Secondo un'ipotesi recente, questo guscio ha svolto per primo un ruolo di regolatore termico.

### Fossili
I generi Proterochersis e Proganochelys hanno fornito i fossili più antichi conosciuti. Risalgono al modello: numero di anni. L'aspetto dei carapaci nei cheloniani deve tuttavia essere più antico.

## Nella cultura
Secondo l'antica mitologia greca, la lira del dio ermes è ricavata dal guscio di una tartaruga (khelus).

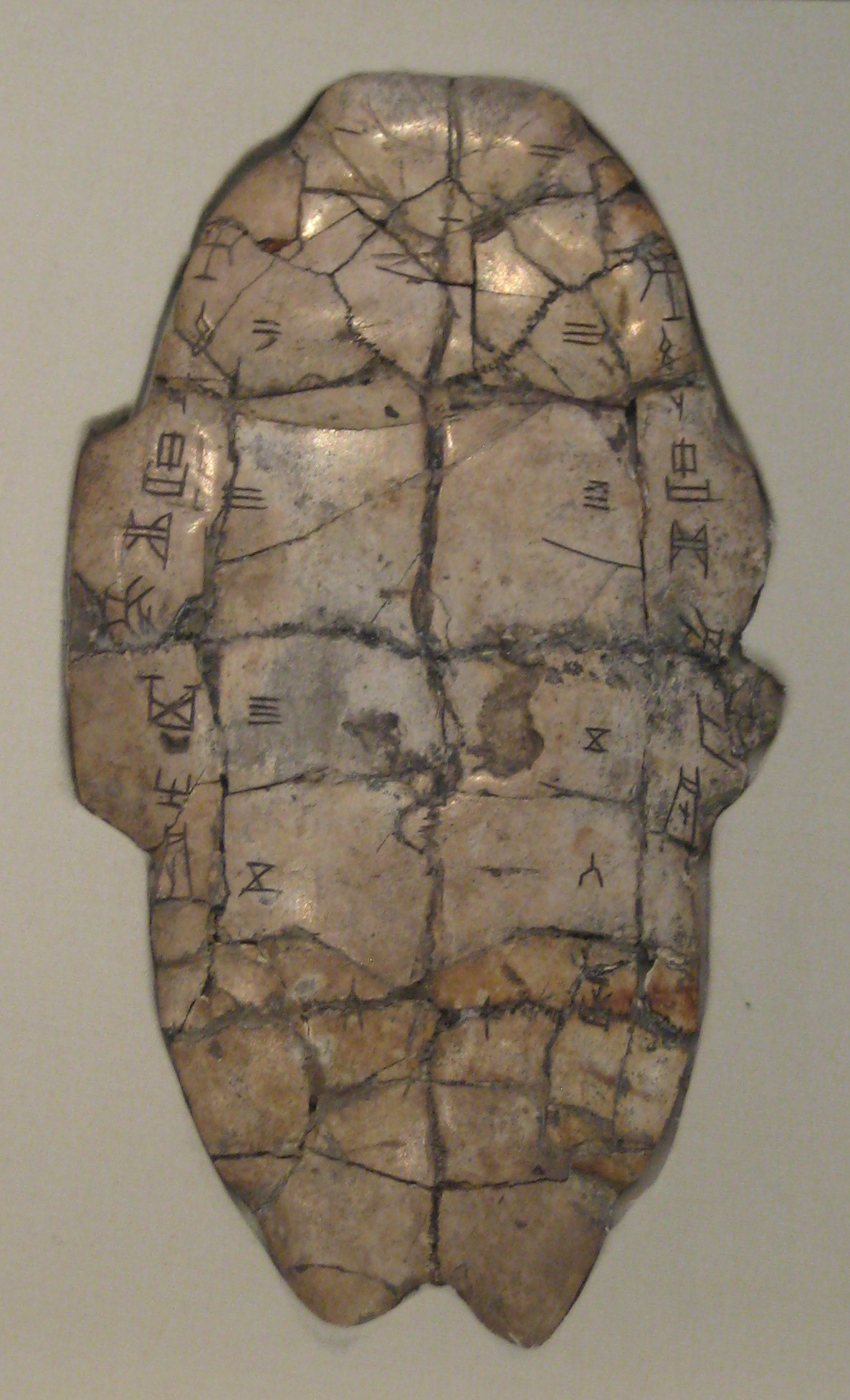
Guscio di tartaruga con caratteri cinesi che funge da oracolo

Uno dei primi supporti della scrittura cinese sembra essere stato gli ossi oracolari (scaglie inferiori, che danno il termine plastromanzia). Da queste scale (e ossa) deriva il termine cinese moderno per designare questi primi scritti cinesi: Cinese: 甲骨文; pinyin: jiǎgǔwén; litt. "Scrittura sulle ossa".
Nel racconto irochese originale, la terraferma era creata sul guscio di una tartaruga nel mezzo di un oceano infinito.
A'Tuin è una tartaruga stellare che trasporta il mondo disco sul suo guscio nel mondo fantastico creato dallo scrittore inglese Terry Pratchett. Il Discworld è un mondo piatto e circolare sorretto nell'immensità dell'universo da quattro elefanti (Bérilia, Tubul, Ti-Phon l'Immense e Jérakine), essi stessi arroccati sul guscio della Grande A'Tuin, una tartaruga che naviga lentamente nel cosmo verso una meta che solo lei sembra conoscere. La Grande A'Tuin misura Modello: Unità di lunghezza. Appartiene alla specie Chelys galactica.

### Tartaruga nelle opere d'arte
I gusci di tartaruga di grandi specie di tartarughe, in particolare la tartaruga embricata, erano apprezzati per le loro grandi dimensioni, la forma insolita e il colore delicato, qualità che hanno questa specie è considerata in pericolo dal 1975. Anche la tartaruga verde è stata cacciata per questo motivo.